# Мацунага, Такуя
Такуя Мацунага (яп. 松永 拓也 Мацунага Такуя,  род. 10 июня 1990, Камеока, Киото) — японский футболист, полузащитник.

## Карьера
Такуя начинал свою карьеру в академии «Киото Сико», позднее футбольное образование он получал в старшей школе Фусими и университете Квансэй Гакуин. Первыми клубами во взрослой карьере полузащитника стали японские «ДРИП» и «Хокурику». В 2016 году он покинул родную страну и подписал контракт с литовским «Утенисом». 23 июля в матче против «Жальгириса» состоялся его дебют в высшем дивизионе Литвы. Всего в своём первом заграничном сезоне Такуя принял участие в 5 встречах литовского первенства. В первой половине сезона-2017 он провёл 11 игр за «Утенис», после чего перебрался в эстонский «Калев» и сыграл в 6 матчах первой лиги. 17 сентября 2017 года в поединке с молодёжной командой таллинского «ФКИ» Такуя забил свой первый гол в заграничной карьере. По итогам сезона «Калев» поднялся в Премиум лигу. В 2018 году Такуя принял участие в 35 матчах первенства Эстонии и отметился в них 4 забитыми мячами.
Накануне начала сезона-2019 состоялся переход полузащитника в фарерский клуб «КИ». Такуя отыграл 6 встреч в чемпионате Фарерских островов и покинул команду в июне. Его новым клубом стал индонезийский «Калтенг Путра», за который он провёл 17 игр и забил 2 гола во второй половине сезона. После вылета клуба из высшей лиги в 2020 году Такуя стал игроком «Персипуры» и сыграл в 3 матчах чемпионата Индонезии, прерванного из-за пандемии COVID-19, а в 2021 году сыграл в 5 матчах.

## Награды и достижения
«Елимай»
- Чемпион Первой лиги Казахстана: 2023